# Risor ruber
Risor ruber är en fiskart som först beskrevs av Rosén, 1911.  Risor ruber ingår i släktet Risor och familjen smörbultsfiskar. Inga underarter finns listade i Catalogue of Life.